# Município de Brush Creek (condado de Scioto, Ohio)
O município de Brush Creek (em inglês: Brush Creek Township) é um local localizado no condado de Scioto no estado estadounidense de Ohio. No ano 2010 tinha uma população de 1199 habitantes e uma densidade populacional de 9,14 pessoas por km².

## Geografia
O município de Brush Creek encontra-se localizado nas coordenadas 38° 49′ 48″ N, 83° 12′ 59″ O. Segundo a Departamento do Censo dos Estados Unidos, o município tem uma superfície total de 131.16 km², da qual 130,74 km² correspondem a terra firme e (0,32 %) 0,42 km² é água.

## Demografia
Segundo o censo de 2010, tinha 1199 pessoas residindo no município de Brush Creek. A densidade de população era de 9,14 hab./km².